# Melanostoma alpinum
Melanostoma alpinum är en tvåvingeart som beskrevs av Szilady 1942. Melanostoma alpinum ingår i släktet gräsblomflugor, och familjen blomflugor.
Artens utbredningsområde är Österrike. Inga underarter finns listade i Catalogue of Life.